# Fibrele frontopontine
Fibrele frontopontine (Fibrae frontopontinae) sau fibrele Arnold sunt un grup mare de fibre nervoase descendente cu originea în lobul frontal al emisferei cerebrale, în special girusul precentral (ariile frontale 4 și 6), care coboară în capsula internă (trecând prin brațul anterior, genunchiul și brațul posterior al capsulei interne), apoi se îndreaptă caudal formând partea medială a pedunculului cerebral (unde se află în 1/6 medială a piciorului cerebral) prin care se extind caudal și se termină în substanța cenușie (nuclee pontine) din partea ventrală a punții. Împreună ele formează fasciculul frontopontin Arnold (Tractus frontopontinus).
Fasciculul frontopontin a fost descris de Friedrich Arnold, anatomist german (1803–1890)